# Mesonauta acora
Mesonauta acora là một loài cá nước ngọt nhiệt đới thuộc chi Mesonauta trong họ Cá hoàng đế. Loài này được mô tả lần đầu tiên vào năm 1855.

## Phân bố và môi trường sống
M. acora được tìm thấy ở lưu vực các sông Xingu và Tocantins ở Nam Mỹ. Loài này ưa sống ở những khu vực nước đen, độ pH khoảng 5,5 và nhiệt độ vào khoảng 22 °C.
Mẫu vật của M. acora được bắt ở một dòng suối nhỏ hẹp nằm ở phía nam sông Xingu. Con suối này chỉ sâu 1 m, nước đen, đáy cát và bùn, thảm thực vật thủy sinh dày đặc.

## Mô tả
M. acora trưởng thành dài khoảng 7 cm. Thân của M. acora có dạng hình thoi. Vây bụng của chúng kéo dài đến vây hậu môn và có một sọc đen kéo dài từ miệng lên đến vây lưng. Đây là 2 điểm đặc biệt của chi này. Ngoài ra, thân của M. acora có các sọc hoa văn khá nổi bật. Vây đuôi và vây hậu môn của chúng có các đường sọc màu đỏ. Thức ăn chủ yếu của loài này là rong tảo và các sinh vật phù du. Cá bố lẫn cá mẹ đều bảo vệ và chăm sóc đàn cá con. Trứng của M. acora được đính trên các cây thủy sinh ở gần mặt nước.
Một báo cáo cho thấy, M. acora có khả năng nhảy khỏi mặt nước nếu khu vực xung quanh chúng bị khuấy động.